# Xã Moore, Quận Barber, Kansas
Xã Moore (tiếng Anh: Moore Township) là một xã thuộc quận Barber, tiểu bang Kansas, Hoa Kỳ. Năm 2010, dân số của xã này là 17 người.